# Museo Naval y de Inmigración Clandestina
El Museo Naval y de Inmigración Clandestina (en hebreo, מוזיאון ההעפלה וחיל הים) es un museo de historia naval de Haifa, al norte de Israel.
El museo recorre la historia marítima y naval de Israel, desde las olas de inmigración clandestina durante el Mandato Británico de Palestina de judíos europeos, muchos de los cuales eran supervivientes del holocausto, a través de la historia naval del estado de Israel desde su fundación.
El museo, inaugurado en 1969, está gestionado por el Ministerio de Defensa israelí y se encuentra cerca del Museo Marítimo Nacional de Israel, dedicado a la historia marítima del país y la arqueología marina y subacuática en su territorio. Su nombre en hebreo se debe a David HaCohen, uno de los líderes del Yishuv.

## Exhibición
El museo cuenta con una exposición permanente y otras temporales, incluida la de piezas recuperadas de INS Dakar, el submarino israelí naufragado en 1968.
Los siguientes barcos se incluyen en la exhibición permanente:
- INS Mivtach, un barco lanzamisiles retirado.
- INS Gal, un submarino de clase Gal retirado.
- INS Af Al Pi Chen, un barco que servía para la inmigración clandestina de judíos a la Palestina británica, construido en la Segunda Guerra Mundial como lancha de desembarco de tanques (LCT Mark 2) para la armada británica.[3]

Aparte de los barcos retirados, el museo cuenta con piezas como una parte de la proa de la "Patria", un pesquero de grandes dimensiones que sirvió para la deportación de los judíos, y que fue hundido por la Haganá, y un espacio dedicado a la historia naval de Israel que incluye numerosas fotos, documentos, planes de combate, piezas de armamento, modelos de barcos y objetos originales de todo tipo.

#### Barcos

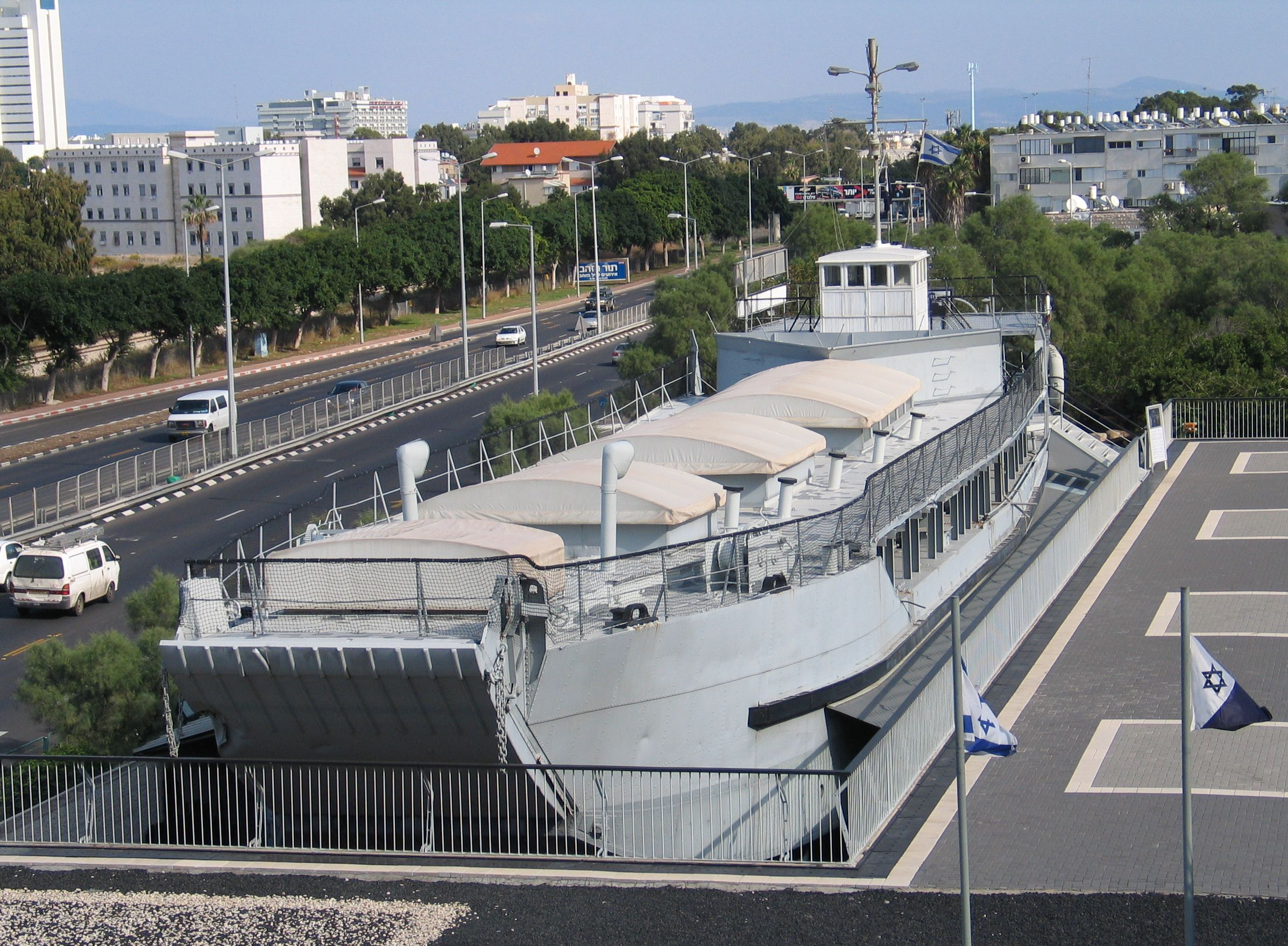
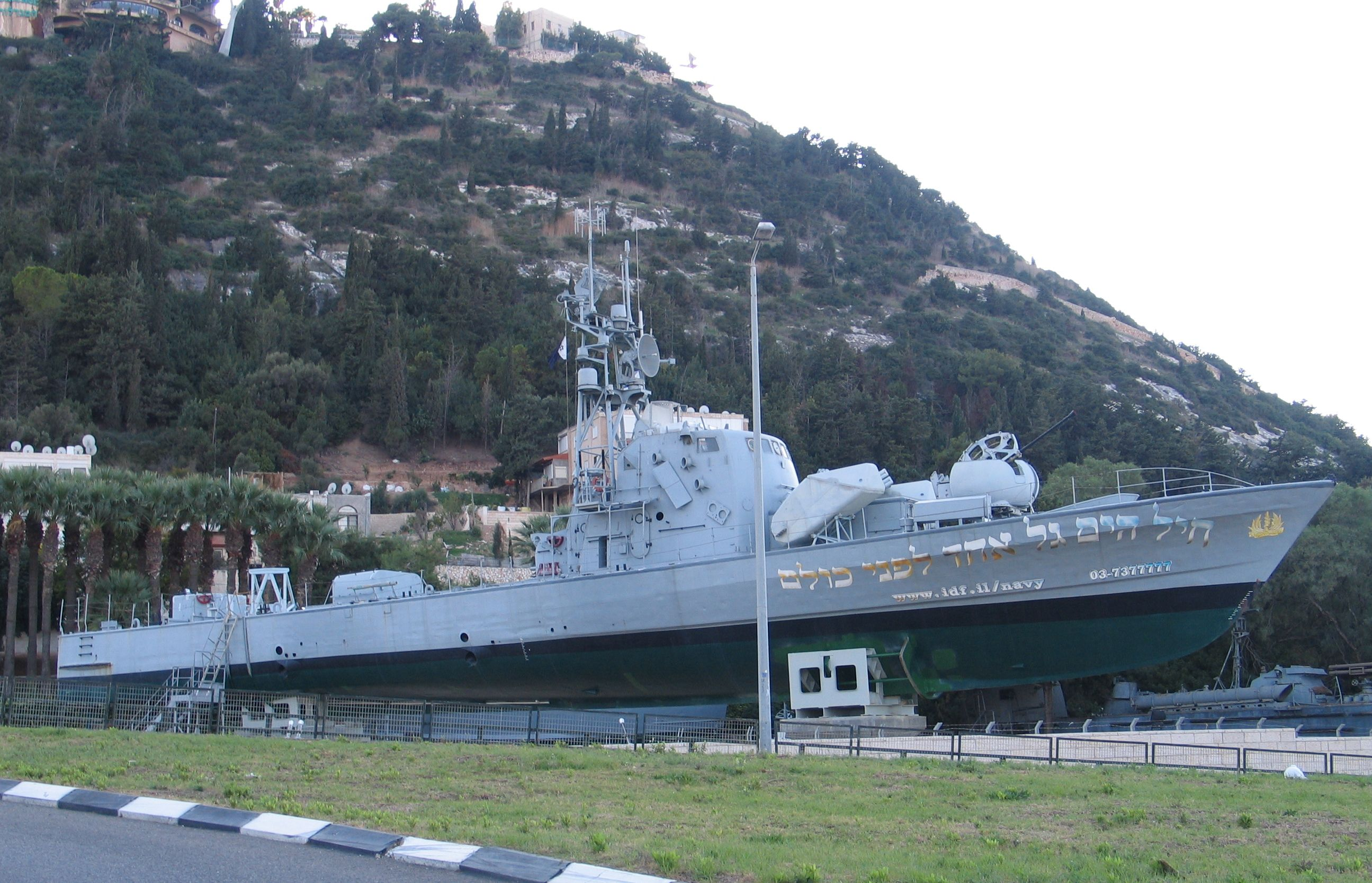
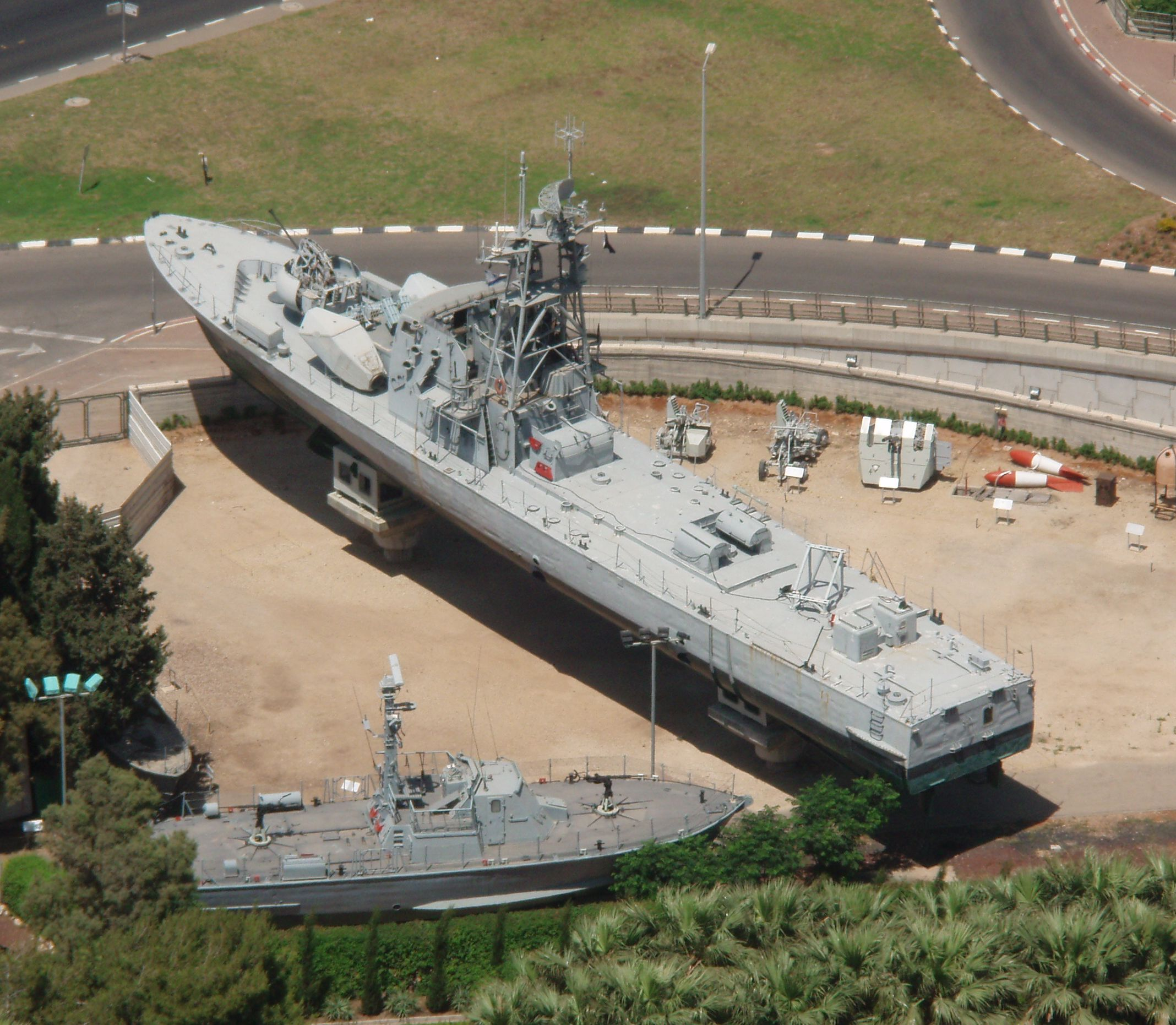
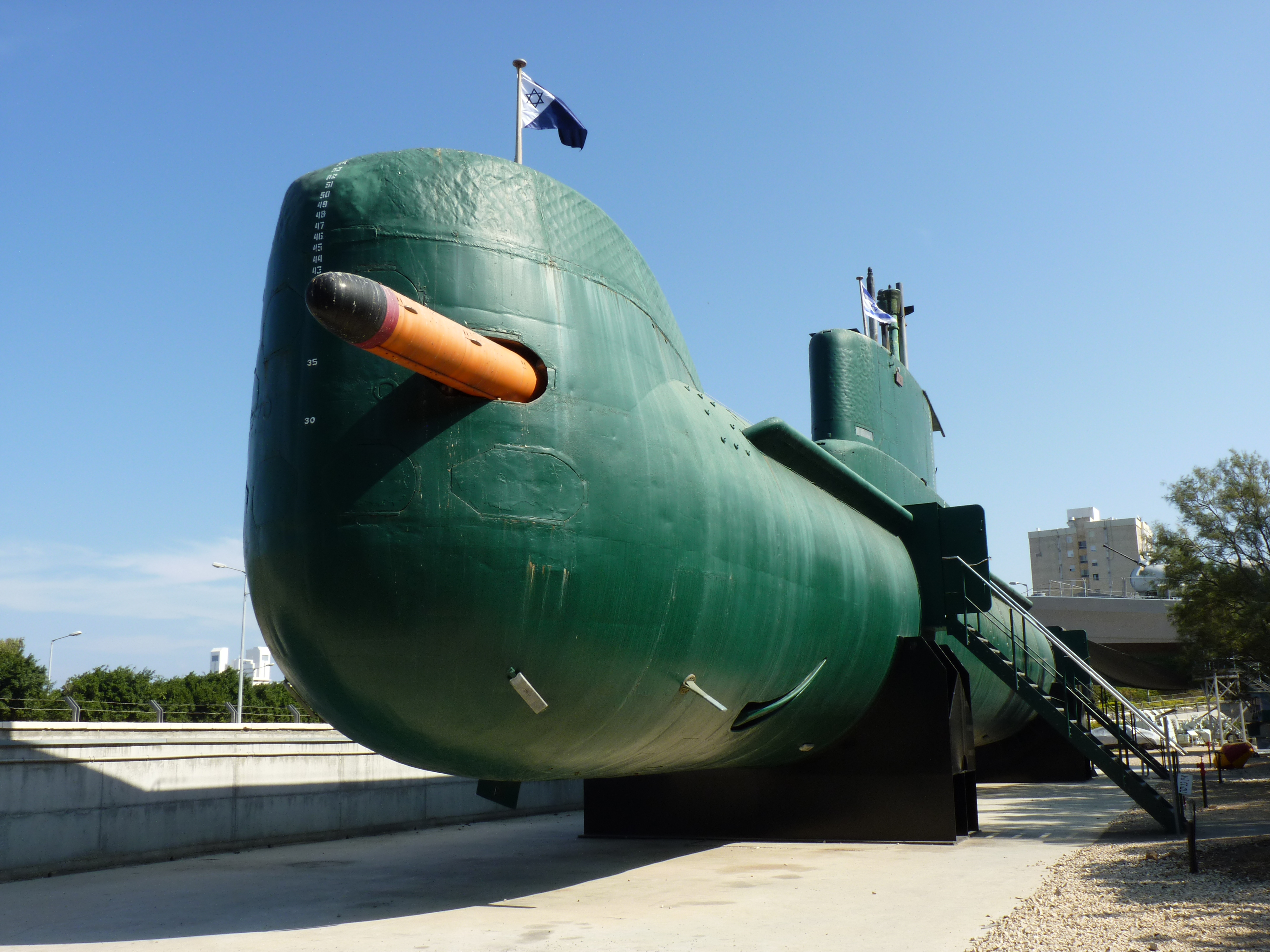
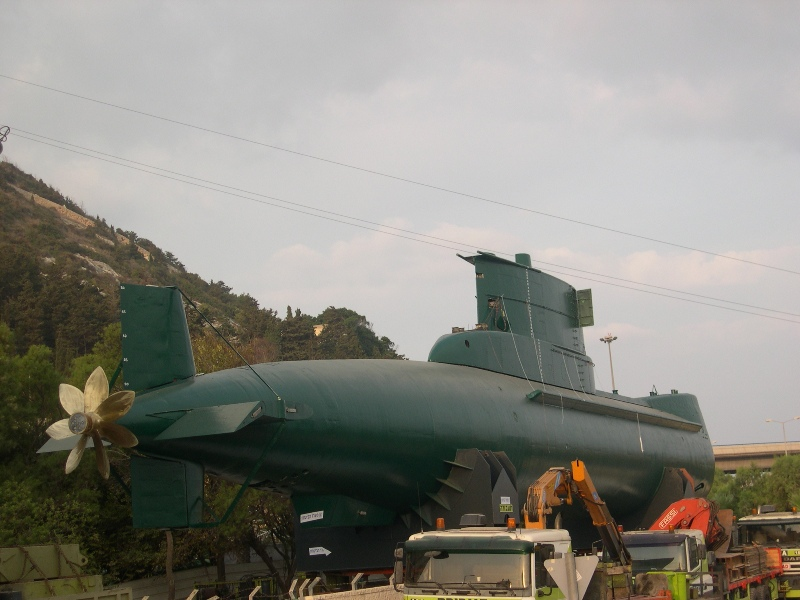

#### Armamento

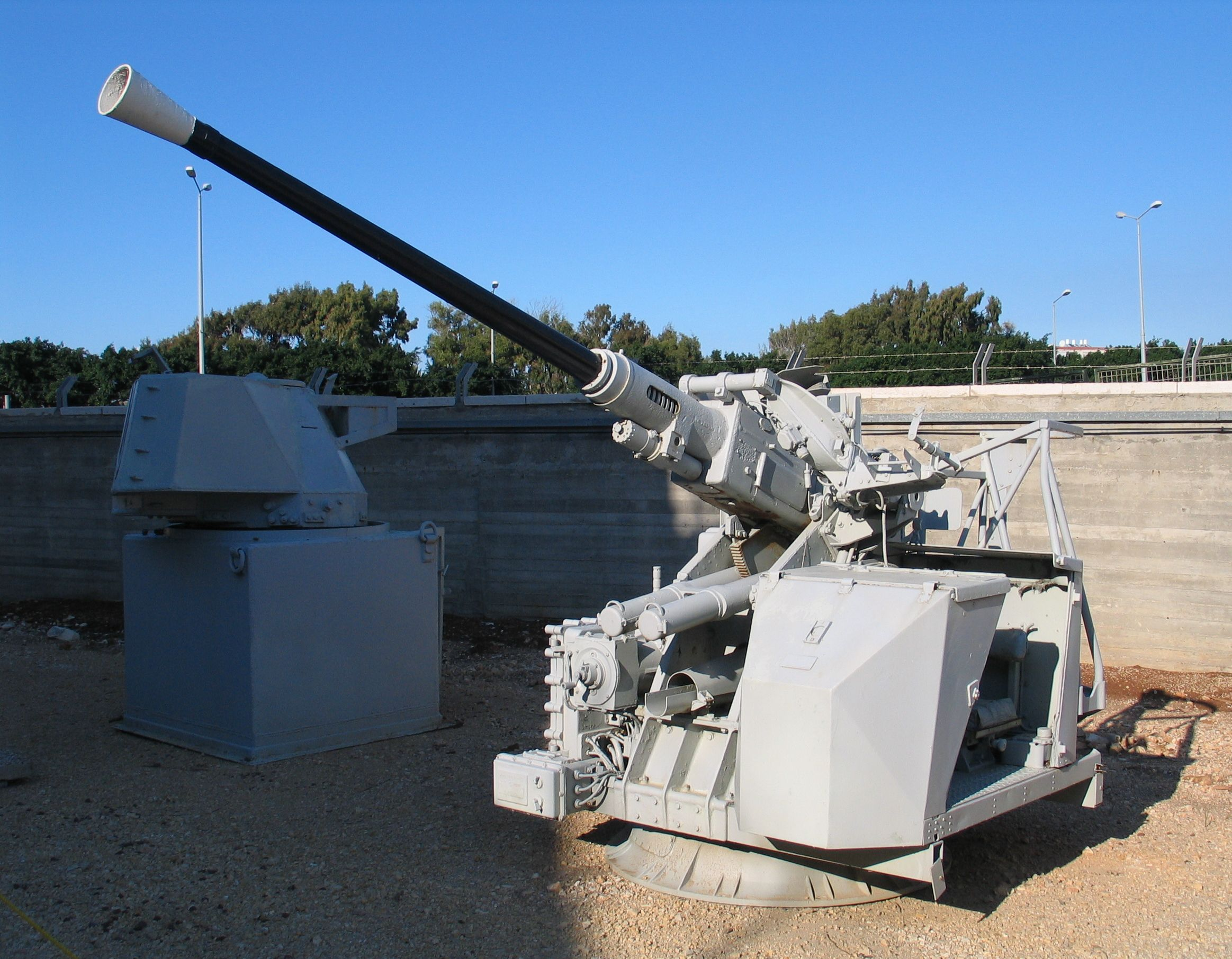
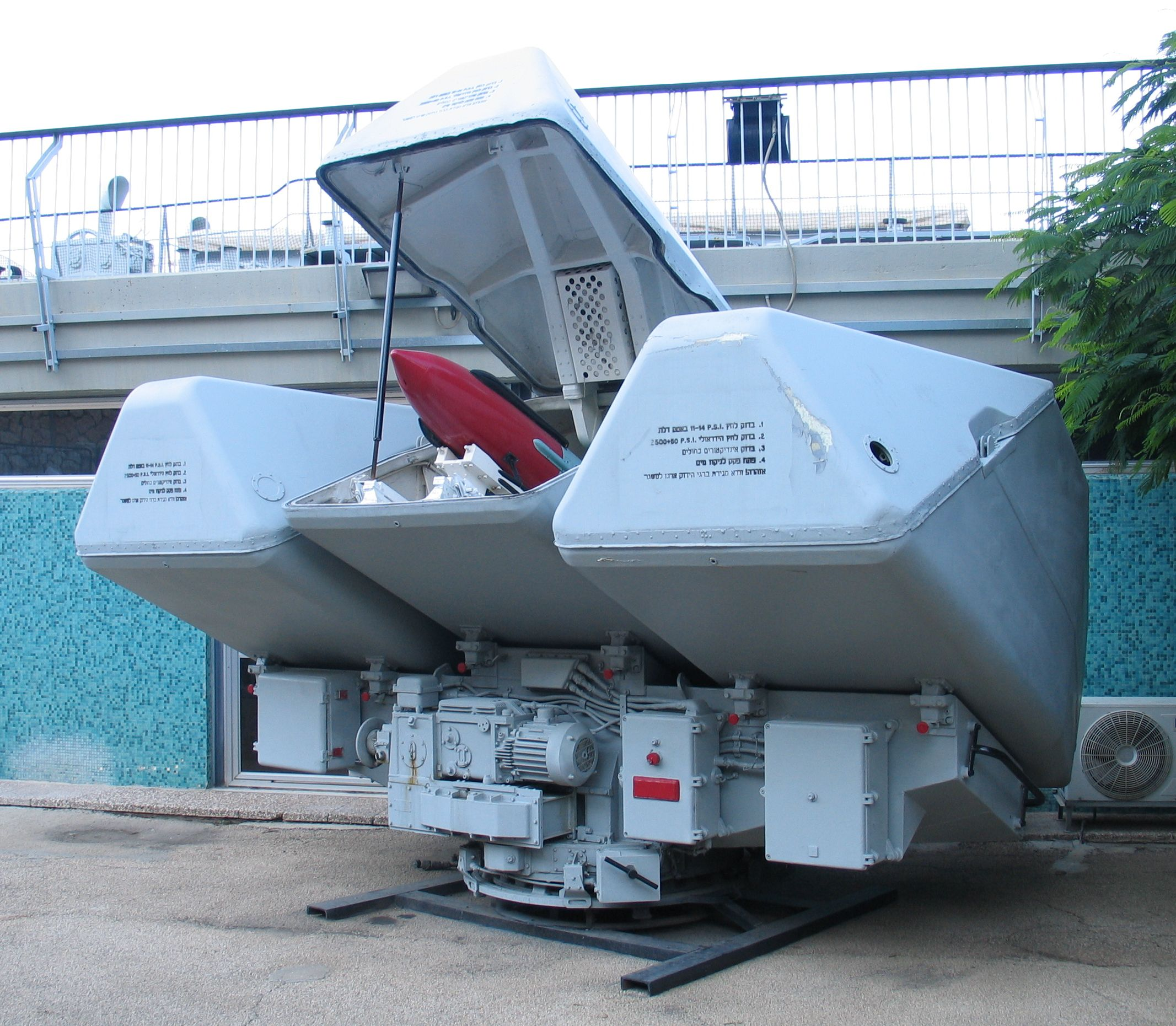
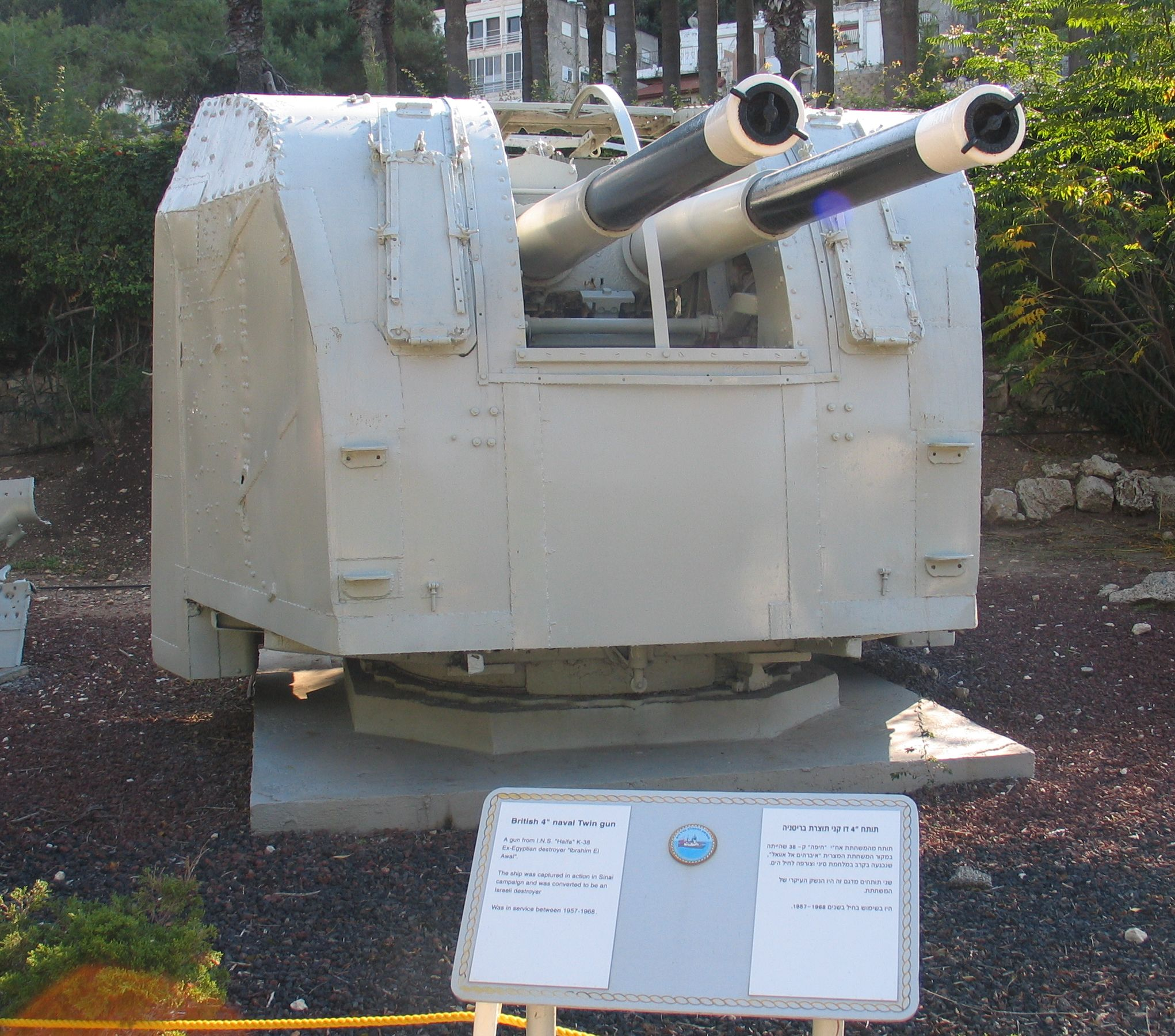
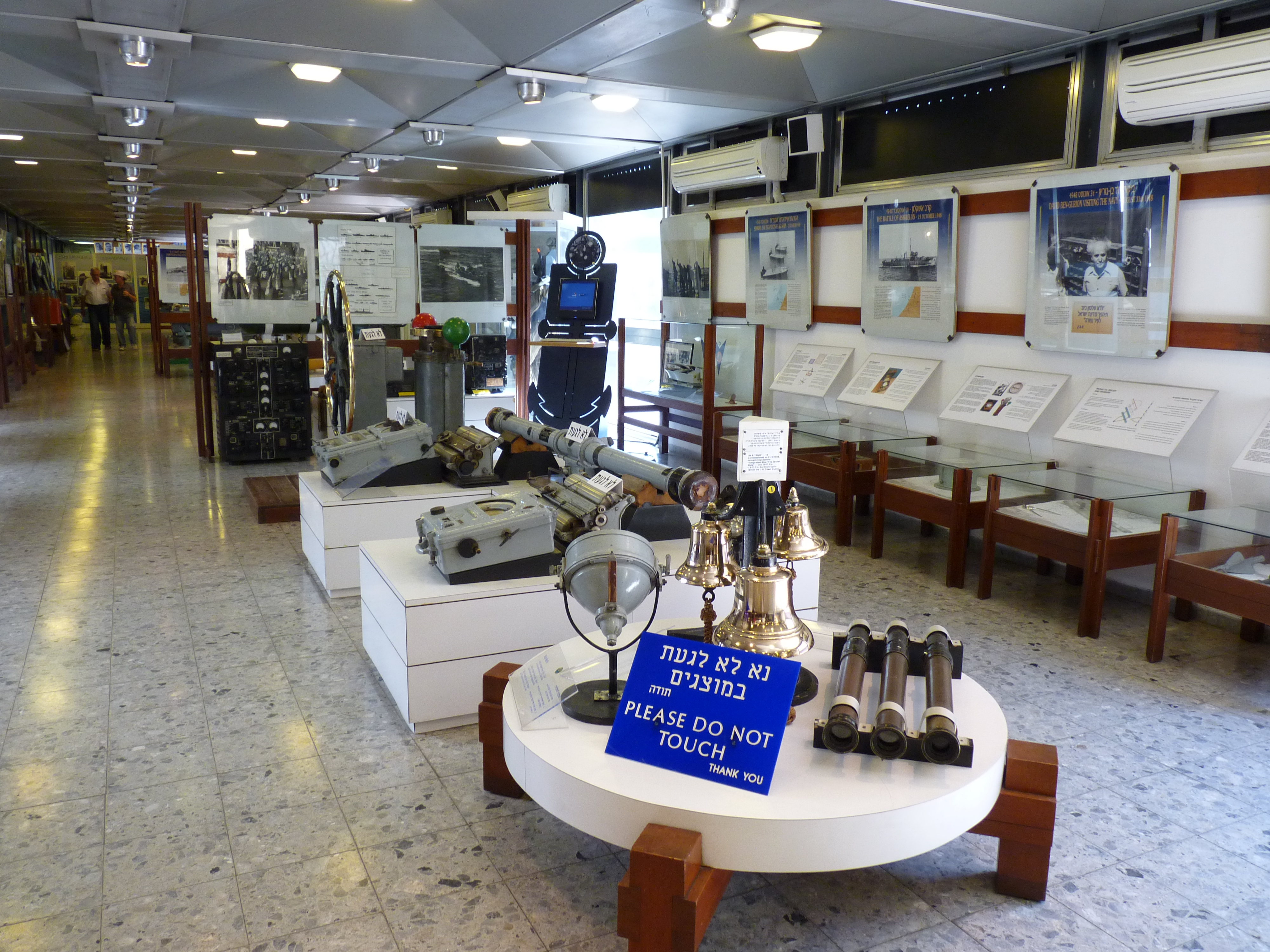
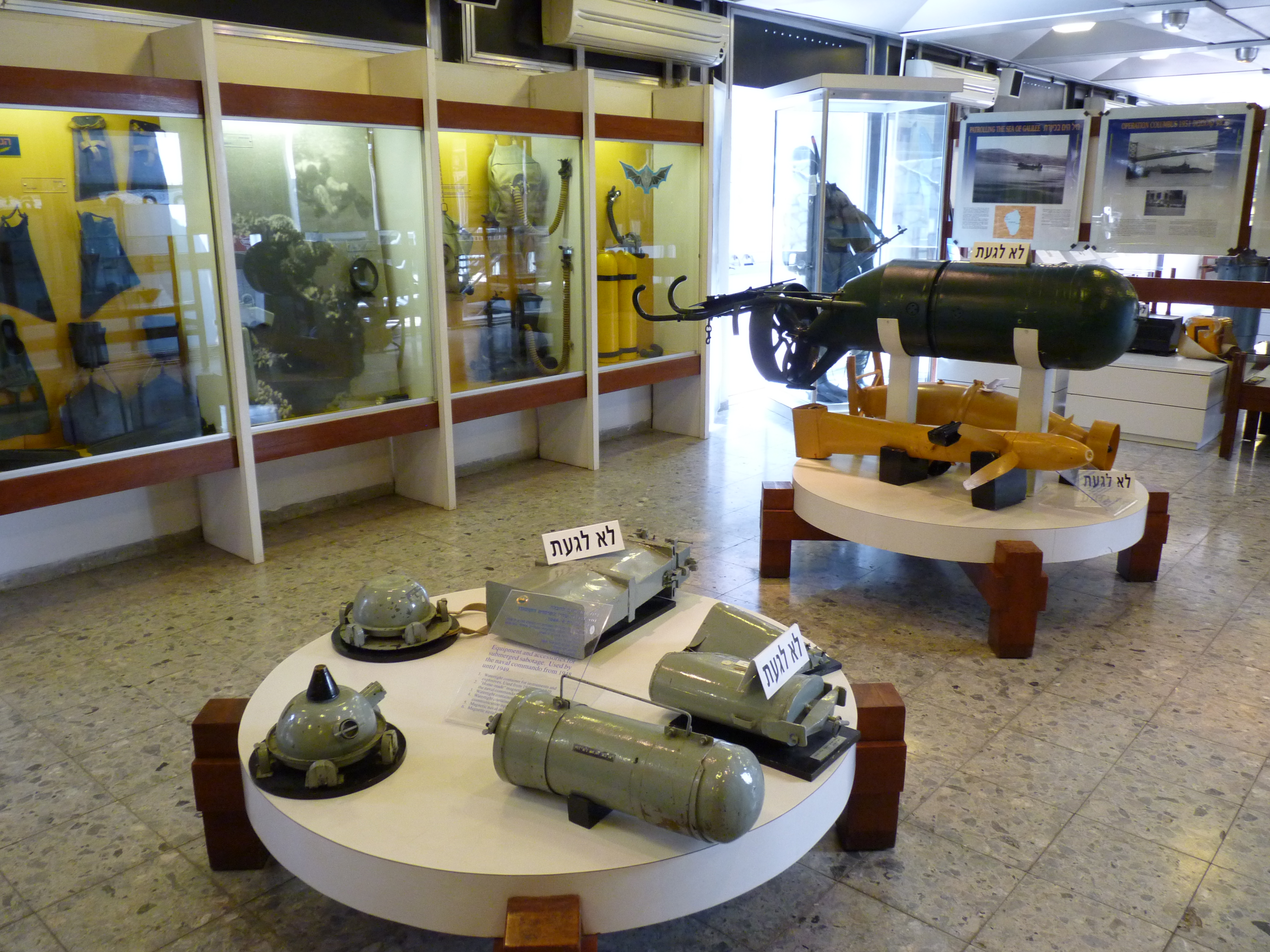